# 星雲 (コンピュータ)
星雲は、中国の国立スーパーコンピュータセンター深圳(National Supercomputing Centre in Shenzhen, NSCS)に設置されたペタフロップス級のスーパーコンピュータである。

## 概要
星雲は曙光（Dawning）により構築され、インテルのXeon X5650 およびNVIDIA Teslaの C2050 GPUを搭載した TC3600 ブレードシステムにより構成され、LINPACK ベンチマークスイートを使用したピーク時性能(Rmax)は 1.271 ペタフロップスを記録した。星雲の理論上のピーク時性能(Rpeak)は 2.9843 ペタフロップスである。
星雲は2010年6月のTOP500ランキングで、世界で2番目に高速なスーパーコンピュータとされた。
2011年11月のTOP500ランキングにおいては、星雲は世界で4位、中国国内で2位となっている。

## 参照
1. ↑  “China’s new Nebulae Supercomputer is No. 2, right on the Tail of ORNL’s Jaguar in Newest TOP500 List of Fastest Supercomputers”. TOP500. (2010年5月28日).  オリジナルの2010年6月2日時点におけるアーカイブ。 2010年6月1日閲覧。
2. ↑  “June 2010”. TOP500 2010年6月1日閲覧。
3. ↑  “November 2012”. TOP500 2012年3月26日閲覧。